# Apistogramma borellii

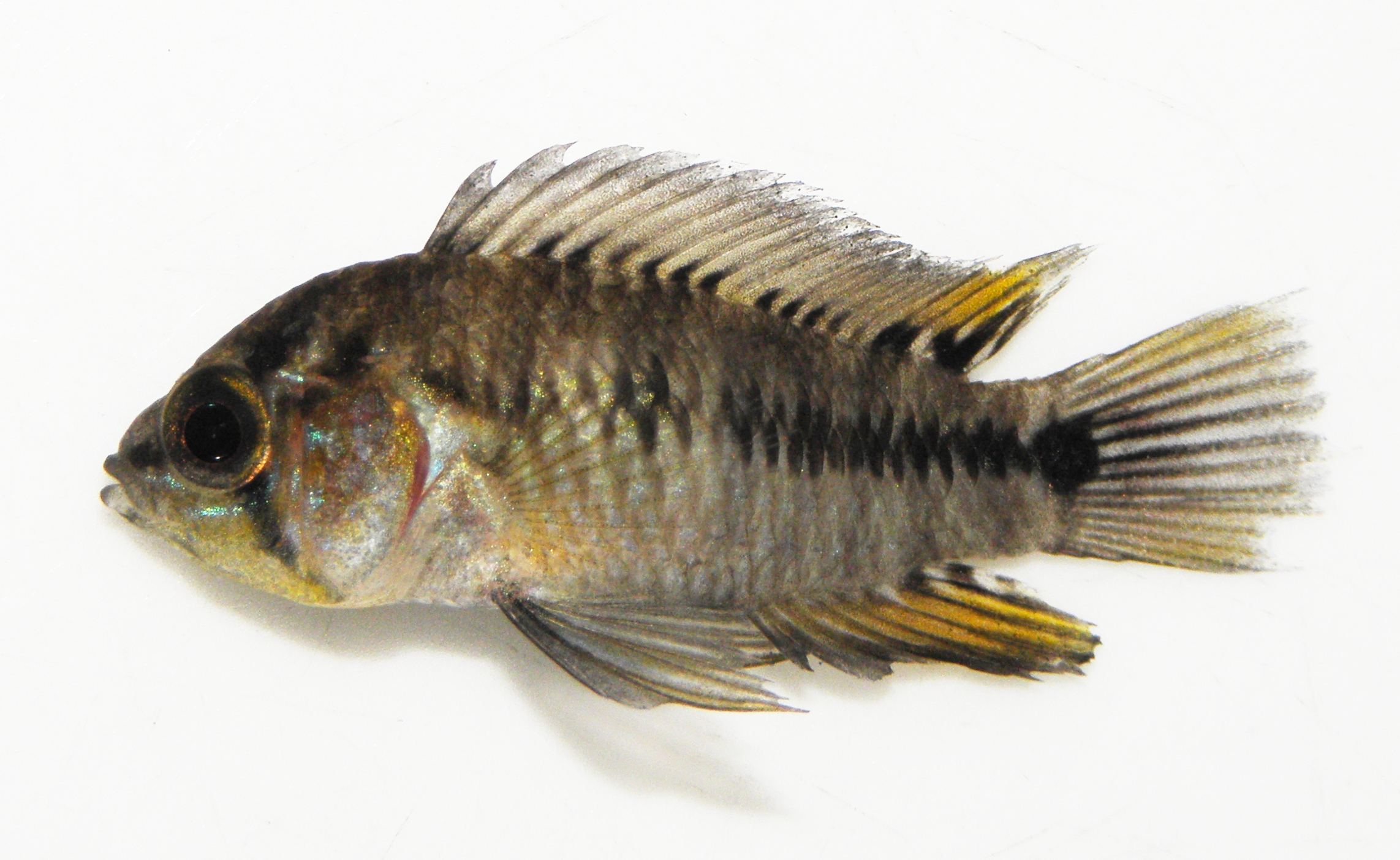
Apistogramma borellii.

Apistogramma borellii es una especie de peces Perciformes de la familia Cichlidae.

## Morfología
Los machos pueden llegar alcanzar los 3,9 cm de longitud total.

## Distribución geográfica
Se encuentran en la cuenca de los ríos Paraguay y el tramo inferior del Paraná a su paso por Argentina.